# Liste der diplomatischen Vertretungen in der Tschechischen Republik

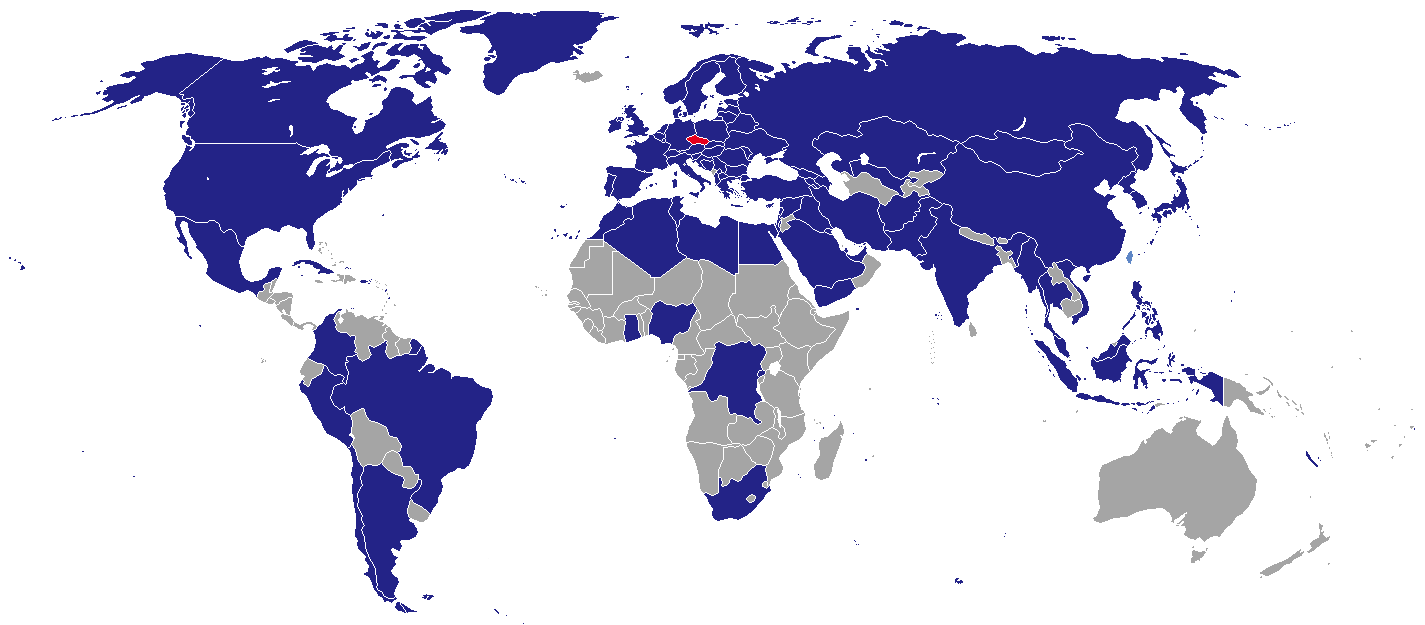
Staaten mit einer diplomatischen Vertretung in Tschechien

Diese Liste enthält die diplomatischen und konsularischen Auslandsvertretungen in der Tschechischen Republik. In der Hauptstadt Prag befinden sich alle 85 Botschaften.

## Botschaften
- Afghanistan: Botschaft
- Ägypten: Botschaft
- Albanien: Botschaft
- Algerien: Botschaft (→ Liste der Botschafter)
- Argentinien: Botschaft
- Armenien: Botschaft
- Aserbaidschan: Botschaft
- Belgien: Botschaft
- Bosnien und Herzegowina: Botschaft
- Brasilien: Botschaft (→ Liste der Botschafter)
- Bulgarien: Botschaft
- Chile: Botschaft
- Volksrepublik China: Botschaft
- Dänemark: Botschaft
- Deutschland: Botschaft (→ Liste der Botschafter)
- Estland: Botschaft
- Finnland: Botschaft (→ Liste der Botschafter)
- Frankreich: Botschaft (→ Liste der Botschafter)
- Georgien: Botschaft
- Ghana: Botschaft
- Griechenland: Botschaft
- Heiliger Stuhl: Apostolische Nuntiatur
- Indien: Botschaft
- Indonesien: Botschaft
- Iran: Botschaft
- Irak: Botschaft
- Irland: Botschaft (→ Liste der Botschafter)
- Israel: Botschaft
- Italien: Botschaft (→ Liste der Botschafter)
- Jemen: Botschaft
- Japan: Botschaft (→ Liste der Botschafter)
- Kanada: Botschaft
- Kasachstan: Botschaft
- Demokratische Republik Kongo: Botschaft
- Kosovo: Botschaft
- Kroatien: Botschaft
- Kuba: Botschaft
- Kuwait: Botschaft
- Lettland: Botschaft
- Libanon: Botschaft
- Libyen: Botschaft
- Litauen: Botschaft
- Luxemburg: Botschaft
- Malteserorden: Botschaft
- Malaysia: Botschaft
- Nordmazedonien: Botschaft
- Mexiko: Botschaft
- Moldau: Botschaft
- Mongolei: Botschaft
- Marokko: Botschaft
- Myanmar: Botschaft
- Niederlande: Botschaft
- Nordkorea: Botschaft
- Norwegen: Botschaft
- Österreich: Botschaft (→ Liste der Botschafter)
- Pakistan: Botschaft
- Palästina: Botschaft (→ Liste der Botschafter)
- Peru: Botschaft
- Philippinen: Botschaft
- Polen: Botschaft
- Portugal: Botschaft
- Rumänien: Botschaft
- Russland: Botschaft
- Saudi-Arabien: Botschaft
- Schweden: Botschaft
- Schweiz: Botschaft
- Serbien: Botschaft
- Slowakei: Botschaft
- Slowenien: Botschaft
- Südafrika: Botschaft
- Südkorea: Botschaft
- Spanien: Botschaft
- Sudan: Botschaft
- Syrien: Botschaft
- Thailand: Botschaft
- Tunesien: Botschaft
- Türkei: Botschaft (→ Liste der Botschafter)
- Ungarn: Botschaft
- Ukraine: Botschaft
- Vereinigte Arabische Emirate: Botschaft
- Vereinigtes Königreich: Botschaft (→ Liste der Botschafter)
- Vereinigte Staaten: Botschaft (→ Liste der Botschafter)
- Vietnam: Botschaft
- Belarus: Botschaft
- Zypern: Botschaft

## Akkreditierte Botschaften im Ausland
- Andorra (Wien)
- Angola (Berlin)
- Äquatorialguinea (Berlin)
- Äthiopien (Berlin)
- Australien (Warschau)
- Bangladesch (Berlin)
- Benin (Berlin)
- Bolivien (Wien)
- Botswana (London)
- Burkina Faso (Wien)
- Burundi (Moskau)
- Dominikanische Republik (Brüssel)
- Ecuador (Berlin)
- Elfenbeinküste (Berlin)
- El Salvador (Berlin)
- Eritrea (Berlin)
- Eswatini (Brüssel)
- Gabun (Libreville)
- Gambia (Brüssel)
- Guatemala (Wien)
- Guinea (Berlin)
- Guinea-Bissau (Brüssel)
- Guyana (London)
- Honduras (Berlin)
- Island (Reykjavík)
- Jamaika (Berlin)
- Jordanien (Wien)
- Kambodscha (Berlin)
- Kap Verde (Berlin)
- Katar (Berlin)
- Kenia (Den Haag)
- Kirgisistan (Wien)
- Kolumbien (Wien)
- Komoren (Moroni)
- Republik Kongo (Berlin)
- Laos (Berlin)
- Lesotho (Rom)
- Madagaskar (Moskau)
- Malawi (Berlin)
- Mali (Berlin)
- Malta (Valletta)
- Mauretanien (Moskau)
- Mosambik (Berlin)
- Namibia (Berlin)
- Nepal (Berlin)
- Neuseeland (Berlin)
- Nicaragua (Berlin)
- Niger (Berlin)
- Oman (Wien)
- Panama (Berlin)
- Paraguay (Wien)
- Ruanda (Berlin)
- Somalia (Moskau)
- San Marino (San Marino)
- Seychellen (Victoria)
- Sierra Leone (Moskau)
- Singapur (Singapore)
- Salomonen (Brüssel)
- Sri Lanka (Wien)
- Südsudan (Berlin)
- Tansania (Berlin)
- Togo (Berlin)
- Tschad (Moskau)
- Turkmenistan (Wien)
- Uganda (Berlin)
- Uruguay (Wien)
- Venezuela (Berlin)
- Sambia (Berlin)
- Simbabwe (Genf)

## Konsularische Vertretungen
Prag (ohne Honorarkonsulate)
- Australien: Konsulat
- Belize: Konsulat
- Benin: Konsulat
- Dominikanische Republik: Generalkonsulat
- Guatemala: Konsulat
- Island: Generalkonsulat
- Kap Verde: Konsulat
- Republik Kongo: Generalkonsulat
- Malta: Konsulat
- Mauritius: Konsulat
- Panama: Konsulat
- Paraguay: Konsulat
- San Marino: Generalkonsulat
- Seychellen: Konsulat

Brünn
- Angola: Honorarkonsulat
- Estland: Honorarkonsulat
- Finnland: Honorarkonsulat
- Italien: Honorarkonsulat
- Kroatien: Honorarkonsulat
- Litauen: Honorarkonsulat
- Österreich: Honorarkonsulat
- Philippinen: Honorarkonsulat
- Polen: Honorarkonsulat
- Russland: Generalkonsulat
- Slowakei: Honorarkonsulat
- Türkei: Honorarkonsulat
- Ukraine: Konsulat

Budweis
- Österreich: Honorarkonsulat

Karlsbad
- Russland: Generalkonsulat

Ostrava
- Polen: Generalkonsulat
- Russland: Generalkonsulat